# Octopus jeraldi
Octopus jeraldi — вид восьминогів. Описаний у 2020 році. Виявлений біля острова Кюрасао на півдні Карибського моря.